# Candelosynnema ranunculosporum
Candelosynnema ranunculosporum är en svampart som beskrevs av K.D. Hyde & Seifert 1992. Candelosynnema ranunculosporum ingår i släktet Candelosynnema, divisionen sporsäcksvampar och riket svampar.   Inga underarter finns listade i Catalogue of Life.